# Méolans-Revel
Méolans-Revel är en kommun i departementet Alpes-de-Haute-Provence i regionen Provence-Alpes-Côte d'Azur i sydöstra Frankrike. Kommunen ligger  i kantonen Le Lauzet-Ubaye som ligger i arrondissementet Barcelonnette. År 2022 hade Méolans-Revel 323 invånare.

## Befolkningsutveckling
Antalet invånare i kommunen Méolans-Revel
Referens: INSEE